# Шмерлинг, Антон фон
Антон фон Шме́рлинг (нем. Anton von Schmerling; 23 августа 1805, Вена — 23 мая 1893, там же) — австрийский политик и государственный деятель.

## Биография
Происходил из семьи, иммигрировавшей в Австрию из герцогства Клеве. В 1707 году род был пожалован в рыцари Священной Римской империи с титулом фон Шмерлинг.

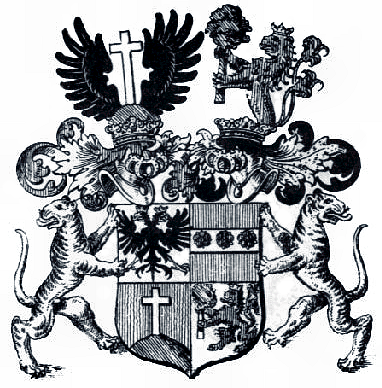
Герб Имперских рыцарей Шмерлинга 1707 г.

Его брат Йозеф фон Шмерлинг (1806–1884) был генералом, заместителем военного министра в 1860–1862 годах и сыграл значительную роль в создании и организации обороны императорской и королевской национальной полиции. 
Брат Райнер фон Шмерлинг (1810–1892) был военным врачом, личным врачом эрцгерцога Альбрехта и президентом Венской коллегии докторов медицины. 
Младший брат Мориц фон Шмерлинг (1822–1882) также был юристом и с 1867 года председателем недавно созданного Административного суда.
По окончании обучения в Венском университете поступил в 1829 году на службу в суд в Вене.
Известный как либерал и противник меттерниховской системы, приобрёл значительную популярность в населении Вены и после падения Меттерниха был послан австрийским правительством в марте 1848 года представителем Австрии во франкфуртский бундестаг; с 19 мая 1848 года он председательствовал в нём до самого его закрытия, которое им и было провозглашено. Вслед за тем он был выбран на дополнительных выборах в одном из австрийских округов во франкфуртское национальное собрание, где, как умеренный либерал, сторонник Великой Германии (с Австрией во главе) и страстный противник Пруссии, заседал в правом центре.
18 июля, при сформировании новоизбранным правителем империи эрцгерцогом Иоганном фон Вессенберг-Ампрингеном имперского министерства, Шмерлинг получил в нём посты министра внутренних и иностранных дел. Когда в сентябре 1848 года национальное собрание отвергло Мальмеское перемирие с Данией, то недовольный этим Шмерлинг вышел в отставку, но после настойчивых просьб со стороны эрцгерцога согласился вновь вступить в министерство на пост министра иностранных дел. Непримиримость его вражды к Пруссии, однако, привела его в столкновение с товарищами по министерству, и 15 декабря 1848 г. он окончательно вышел в отставку. Незадолго до этого он был выбран в австрийский рейхсрат, на заседания которого он уехал в Кремзир, а по закрытии его в марте 1849 года опять вернулся во Франкфурт.
После избрания короля Фридриха Вильгельма IV германским императором Шмерлинг в знак протеста против этого избрания сложил с себя в апреле 1849 года полномочия депутата и уехал в Вену. В июле 1849 года он получил портфель юстиции в кабинете Шварценберга, в котором занимал место на левом крыле. Разногласия со Шварценбергом привели его к отставке в январе 1851 года. После этого он вновь был назначен членом, а затем президентом верховного кассационного суда в Вене.
После опубликования октябрьского диплома в 1860 году, когда министерство Голуховского не справилось с вызванным им в обществе недовольством и подало в отставку, Шмерлинг был поставлен во главе министерства (13 декабря 1860 г.). Февральская конституция 1861 года, расширившая права рейхсрата и централизовавшая таким образом управление и законодательство страны, была его делом. Во время его управления в Австрии была значительно расширена свобода печати (новый закон о печати), личная свобода была обеспечена и признавалась более, чем прежде, судоустройство было реформировано (расширена его гласность), проведен новый либеральный закон о самоуправления общин; несмотря на свои централизаторские стремления в деле управления, Шмерлинг не стремился к совершенному подавлению национальностей и сознательно допускал некоторую долю свободы для чешского и других языков, вследствие чего пользовался некоторой популярностью среди чехов и других славянских народностей Австрии. Однако он ничего не мог и не хотел сделать для примирения венгров с централистической и унитарной конституцией; он не смог добиться, чтобы венгры стали принимать участие в выборах в рейхсрат. В упорной борьбе с Венгрией Шмерлинг и пал в июле 1865 года, уступив место министерству Белькреди.
Сам он вновь был назначен президентом верховного (кассационного) суда. В 1861—65 годах был также членом богемского ландтага, который в 1861 году избрал его и в рейхсрат, где он оставался также до 1865 года. В 1867 году император назначил его пожизненным членом австрийской палаты господ; там он принадлежал к умеренным членам немецко-либеральной партии и во время министерства Эдуарда фон Таафе вел с ним упорную борьбу. Несколько раз он был вице-президентом палаты господ. В 1891 году вследствие преклонного возраста он сложил с себя обязанности президента суда и с тех пор также крайне редко посещал палату господ. 

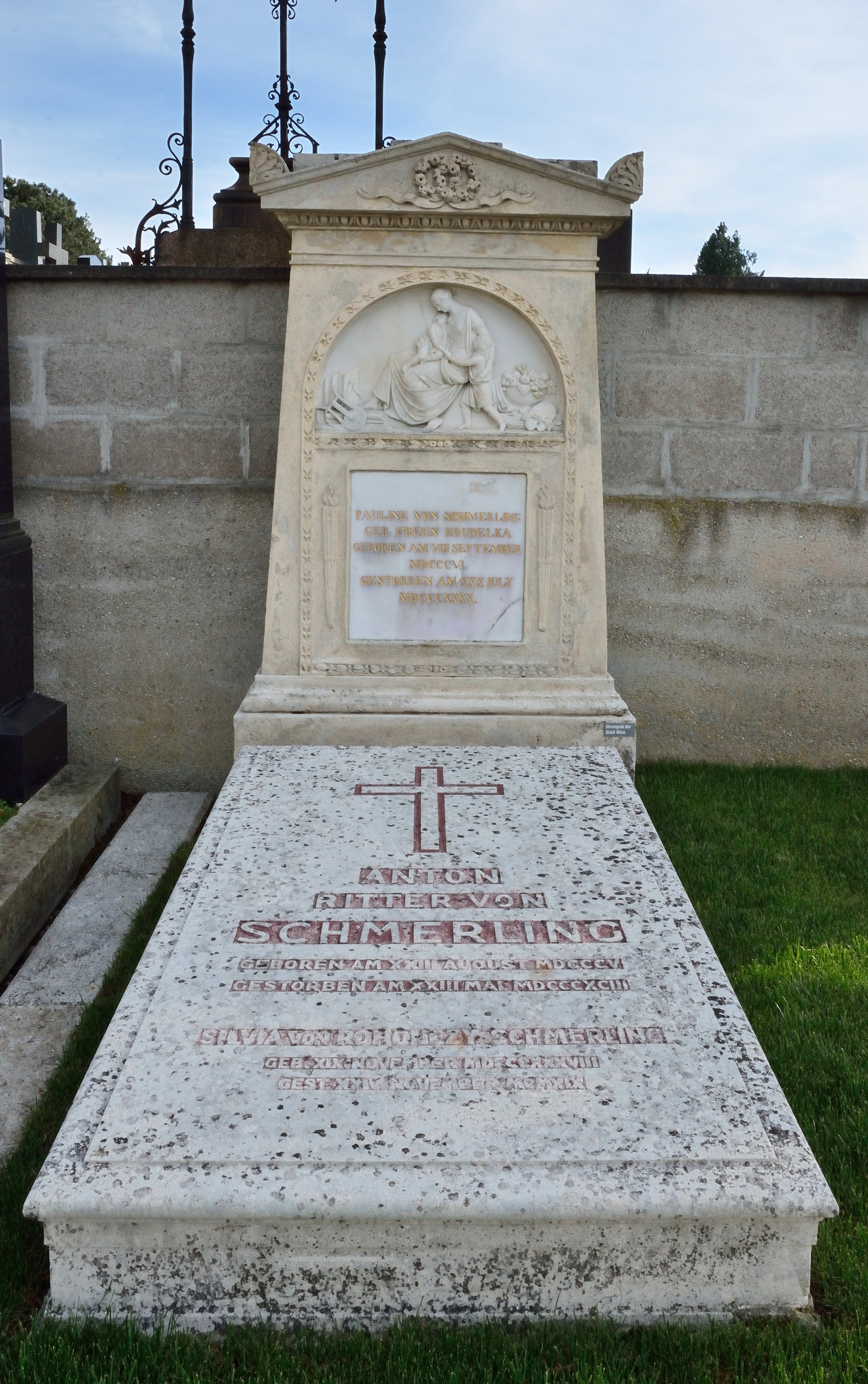
Почетная могила Антона фон Шмерлинга на Хитцингском кладбище

Умер в Вене 23 мая 1893 года.

## Брак и дети
В 1835 году он женился на австрийской художнице, баронессе Паулине фон Куделка (1806–1840), от которой у него было две дочери:
- Виолетта (1836—1907) - замужем за фельдмаршал-лейтенантом Карлом фон Бинертом (1825—1882), сын - Рихард фон Бинерт-Шмерлинг
- Сильвия (1838-1919) - замужем за Бела фон Рогонци

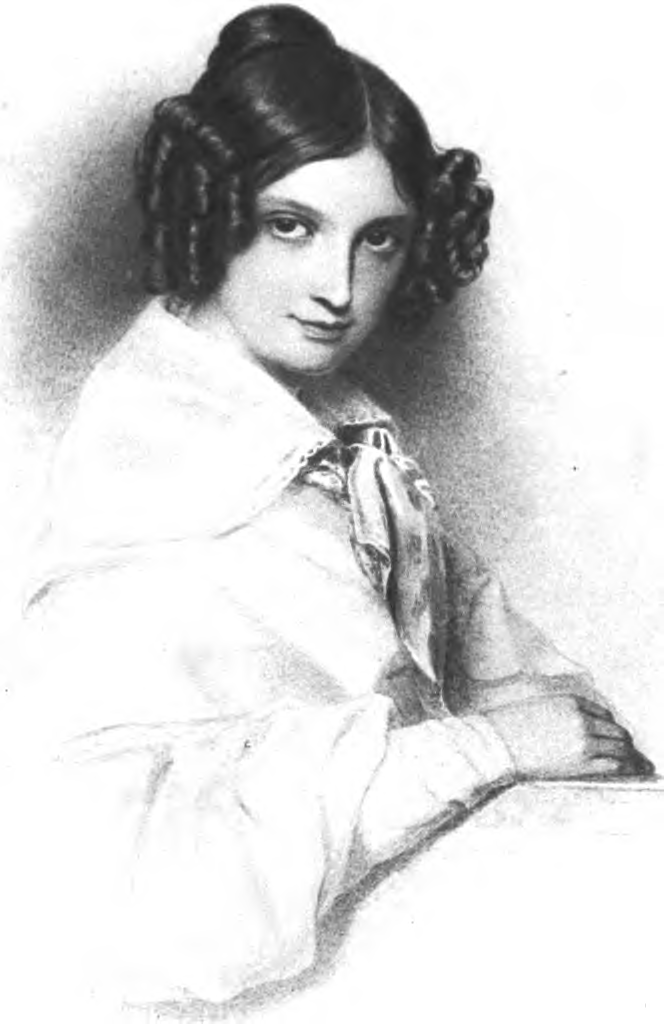
Жена - Паулина фон Куделка